# Конвенція ООН проти корупції
Конве́нція ООН про́ти кору́пції — це міжнародний правовий документ, що погоджений членами Організації Об’єднаних Націй. Це перший глобальний юридично значимий документ, що спрямований проти корупції.

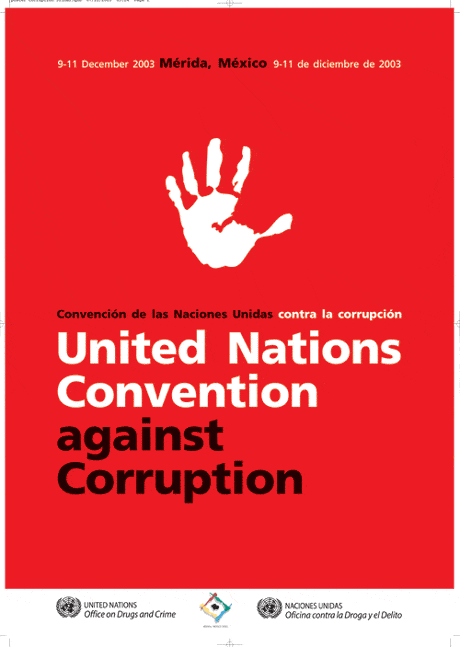
Конвенція ООН проти корупції, відкрита для підписання державами з 9 по 11 грудня 2003 року в Меріді (Мексика)

Документ містить 71 статтю, що поділені на 8 глав. Згідно нього держави учасники мають реалізувати кілька антикорупційних інструментів, що спрямовані на запобігання корупції, включаючи внутрішнє та зовнішнє отримання хабара, привласнення, торгівля з пов'язаними особами та відмивання коштів. Більше того, Конвенція посилює міжнародне співробітництво у сфері розслідування злочинів та надає ефективні юридичні механізми щодо повернення активів, технічної допомоги та обміну інформацією. Одним з механізмів реалізації конвенції є також Конференція держав-учасниць Конвенції ООН проти корупції.
Відкрита для підписання 31 жовтня 2003 року в мексиканському місті Мерида.

## Незаконне збагачення
Стаття 20 Конвенції вимагає від країн-учасниць криміналізації незаконного збагачення, що визначається як значне перевищення активами посадовця його законних доходів, яке він не може пояснити. 
За умови дотримання своєї конституції та основоположних принципів своєї правової системи кожна Держава-учасниця розглядає можливість вжиття таких законодавчих та інших заходів, які можуть бути необхідними для визнання злочином умисне незаконне збагачення, тобто значне збільшення активів державної посадової особи, яке перевищує її законні доходи і які вона не може раціонально обґрунтувати. 

### Презумпція невинуватості
У ході розробки чернетки Конвенції відбувались спори щодо конфлікту конвенції з презумпцією невинуватості. Деякі делегації хвилювалися, що обов'язок доказування буде покладено на обвинуваченого. Інші переконували, що стаття про незаконне збагачення не призводить до перекладання обов'язку доказування, що обвинувачувач все ще повинен довести, що розкішне життя обвинувачуваного диспропорційно перевищує законні доходи посадовця. Все ж таки делегації дійшли згоди, що включення цієї статті є важливим для ефективного переслідування за корупційні злочини.

### Імплементація
Країни, що мають сталу конституційну традицію (США та країни Європейського Союзу), вагаються щодо введення незаконного збагачення як незалежного злочину. Вони висловлюють побоювання, що криміналізація незаконного збагачення буде суперечити конституції у частині презумпції невинуватості. Але з уваги випускається той факт, що корупційні злочини є прихованими, тому їх дуже складно довести. Тому необхідність доведення факту хабара або незаконності вигоди значно ускладнить боротьбу з корупцією.
Обвинувачувач лише повинен надати докази наявності статків, що значно перевищують законні доходи обвинуваченого поза будь-яких обґрунтованих сумнівів. Це буде достатнім для того, щоб вважати, що ці статки отримані якимось незаконним шляхом. Таким чином, можна зробити висновок, що обов'язок доказування не покладається на обвинуваченого.
Російська Федерація відмовилась від ратифікації статті про незаконне збагачення.
Україна імплементувала статтю Конвенції додаванням окремої статті (368-2) у Кримінальний кодекс у 2011 році. Ця стаття не застосовувалась до 2016 року, коли ГПУ відкрила кримінальну справу за фактом купівлі депутатом Лещенко квартири. У 2016 році колишній начальник управління по боротьбі з корупцією СБУ Віктор Трепак поставив під сумнів конституційність цієї статті, а саме суперечність конституційному принципу презумпції невинуватості. Проте у статті, опублікованій у Юридичного віснику 2013 року, зроблено висновок про те, що стаття 368-2 відповідає нормам міжнародного права у цій сфері.

## Див. Також
- Трансперенсі Інтернешнл
- Група держав проти корупції
- Конфіскація майна
- Міжнародний день боротьби з корупцією